# Alissa Koonen
 (janvier 2024).
Si vous disposez d'ouvrages ou d'articles de référence ou si vous connaissez des sites web de qualité traitant du thème abordé ici, merci de compléter l'article en donnant les références utiles à sa vérifiabilité et en les liant à la section « Notes et références ».
Alissa Georgievna Koonen (en russe Алиса Георгиевна Коонен), ou Alissa Coonen, est une actrice russe puis soviétique, née le 5 octobre 1889 à Moscou (Empire russe) et morte le 20 août 1974 dans la même ville (Union soviétique).

## Biographie
Alissa Koonen naît en 1889 dans une famille qui a d'anciennes origines belges.
Elle est formée au Théâtre d'art de Moscou, où elle est l'une des élèves favorites de Constantin Stanislavski. Elle y reçoit dans le même temps une formation de danseuse. Elle joue pour le Théâtre d'art de Moscou de 1906 à 1913. En 1914, elle fonde avec Alexandre Taïrov le théâtre de Chambre, où elle joue les principaux rôles féminins.

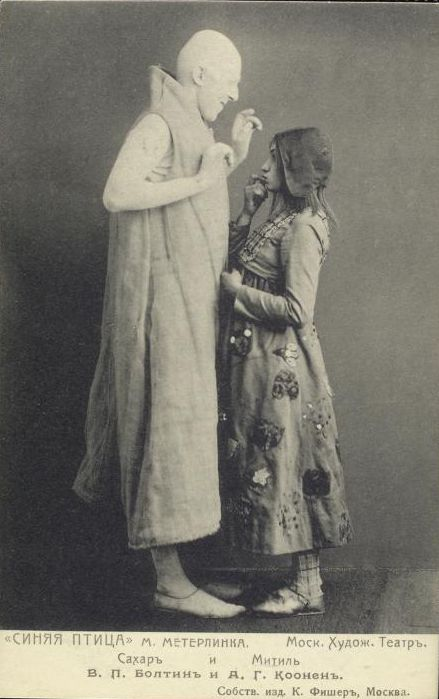
Boltin et Alissa Koonen dans l'Oiseau Bleu en 1908.

## Théâtre
- 1908 : L'Oiseau bleu de Maurice Maeterlinck : Mytyl
- 1914 : Sakountala de Kalidasa : Sakountala
- 1917 : Salomé d'Oscar Wilde : Salomé
- 1920 : L'Annonce faite à Marie de Paul Claudel : Violaine
- 1921 : Adrienne Lecouvreur d'Eugène Scribe
- 1922 : L'Orage d'Alexandre Ostrovski
- 1923 : Phèdre de Racine : Phèdre
- 1926 : Desire under the Elms d'Eugene O'Neill : Abbie et Ella
- 1933 : La Tragédie optimiste de Vsevolod Vichnevski : la Commissaire
- 1940 : Madame Bovary de Flaubert (adaptation de Koonen)
- 1944 : La Mouette d'Anton Tchekhov : Nina
- Sainte Jeanne de George Bernard Shaw : Jeanne